# João Miranda Teixeira
João Miranda Teixeira (ur. 1 grudnia 1935 w Felgueiras) – portugalski duchowny rzymskokatolicki, biskup pomocniczy Porto w latach 1983-2011.
Święcenia prezbiteratu przyjął 7 sierpnia 1960 i został inkardynowany do diecezji Porto. 13 maja 1983 Jan Paweł II mianował go biskupem pomocniczym Porto, przydzielając mu stolicę tytularną Castellum Iabar. Sakry biskupiej udzielił mu 31 lipca 1983 ówczesny ordynariusz Porto, abp Júlio Tavares Rebimbas.
7 października 2011 Benedykt XVI przyjął jego rezygnację z urzędu złożoną ze względu na osiągnięcie wieku emerytalnego.